# تصلب الأسنان
تصلب الأسنان هو عملية الاندماج المرضي بين العظم السنخي وملاط الأسنان، وهو ظاهرة نادرة في الأسنان اللبنية وغير شائعة في الأسنان الدائمة. يحدث التصلب عندما يعقب ارتشافَ (امتصاص) الجذر الجزئي عمليةُ إصلاح عن طريق الملاط أو العاج، والتي تدمج جذر السن مع العظم السنخي، بعد الرض عادة. ومع ذلك، لا يؤدي ارتشاف الجذر بالضرورة إلى تصلب الأسنان، وتبقى أسباب التصلب الأسنان غير مؤكدة إلى حد كبير. مع ذلك، من الواضح أن معدل الإصابة بالتصلب في الأسنان اللبنية أعلى بكثير من معدلها في الأسنان الدائمة.
يمكن تصنيف عوامل الخطر لتصلب الأسنان بشكل عام إلى عوامل وراثية ورضوض الأسنان. تشتمل طرق تشخيص تصلب الأسنان على استخدام الفحوصات السريرية والأشعة السينية والتصوير المقطعي المحوسب ذي الحزمة المخروطية (سي بي سي تي CBCT). يمكن أن يكون لتصلب الأسنان عدة أعراض، ويُعد نقص عدد الأسنان العرض الأبرز. قد تؤدي عوامل مثل الجندر والجنس أيضًا إلى حدوث علامات معينة، لكن الآليات الكاملة لم تُقيم جيدًا حتى الآن. بشكل عام، تظهر في الحالات النمائية (الوراثية) علامات وأعراض مختلفة عنها في الحالات اللانمائية (الرضية).
يواجه الأفراد الذين يعانون من تصلب الأسنان اللبنية خطر فقد الأسنان في النهاية بسبب فشل بزوغ الأسنان في أثناء نمو الوجه، والذي يؤدي إلى سلسلة من المشاكل الوظيفية والجمالية. بعد تشخيصه سريريًا أو عن طريق صورة «سي بي سي تي»، يُعالج تصلب الأسنان غالبًا عن طريق إزالة تاج السن المصاب. أُثبتت فعالية التداخل التقويمي المبكر في تعزيز استرداد المساحة المفقودة بالإضافة إلى السماح ببزوغ الأسنان، وهو حاليًا قيد الاختبار مع احتمال استخدامه وسيلةً من أجل الوقاية من تصلب الأسنان.

## الوقاية والعلاج
نظرًا إلى احتمالية إعاقة التصلب للتطور الطبيعي للأسنان، فإن التشخيص المبكر والتداخل المبكر مهمان من أجل تجنب تدهور الحالة. على وجه الخصوص، عند العثور على مثل هذا الشذوذ في الأسنان اللبنية عند الأطفال والمراهقين، فإن ذلك قد يؤدي في كثير من الأحيان إلى انحصار الأسنان الدائمة واندفاع الأسنان البازغة للمساحة الفارغة. يكون انحراف الأسنان الدائمة مستقبلًا أمرًا مؤكد الحدوث. في ضوء الموقف، أُثبتت فعالية العلاج التقويمي المبكر في تعزيز استعادة المساحة المفقودة، وأيضًا السماح ببزوغ الأسنان. وفقًا لحالة أُبلغ عنها، قدمت هذه الطريقة نتائج إيجابية وخففت من حالة المريض.

## العلامات والأعراض
يمكن التعرف على تصلب الأسنان سريريًا من خلال غياب الحركة الفيزيولوجية للسن، بالإضافة إلى ملاحظة «علامة بّي P» عالية. يمكن أيضًا اكتشافه شعاعيًا، إذ يُلاحظ فقد في مساحة الرباط اللثوي، ويُعد هذا دليلًا على حدوث ارتشاف بديل. يبدأ حدوث التصلب عادةً على السطحين الشفوي واللساني للجذر، ما يجعل اكتشافه شعاعيًا في المراحل المبكرة صعبًا. يسمح التشخيص المبكر للممارس بالتخطيط للمضاعفات المستقبلية.
يمكن أن تختلف العلامات والأعراض عند المرضى اعتمادًا على حالة الأسنان (دائمة أو مؤقتة). هناك عوامل أخرى مثل العمر، والجنس، وموقع الإصابة، الذي قد يؤدي أيضًا إلى ظهور علامات وأعراض محددة، لكن أدوارها لم تُدرس وتُقيّم جيدًا بعد. تشتمل الأعراض العامة على نقص في عدد الأسنان، ومينا الأسنان غير الطبيعي، وانحناء الإصبع الخامسة، وتضخم الفك السفلي، ويُعد ألم الأسنان غير الطبيعي مع نقص عدد الأسنان أكثر الأعراض المتكررة.
بالنسبة للأشخاص الذين لديهم أسنان دائمة بازغة بالكامل، قد لا يكون هناك أي أعراض يمكن ملاحظتها. ينخفض الدعم السنخي للسن المتأثرة بسبب ارتشاف الجذر المستمر. تتوقف هذه العملية مع ظهور كسور الجذر والتاج، ويمكن ملاحظة التغيرات في الأسنان خاصة الأسنان الأمامية في هذه المرحلة. تتطور أعراض مثل الاحتقان وعدم تناسق قوس الابتسامة. ومع ذلك، بالنسبة لتصلب الأسنان الخلفية، قد يكون غير عرضي تمامًا لأن التغير البطيء في ارتفاع الأسنان المتأثرة قد لا يكون ملحوظًا لأي من المريض أو الطبيب، مقارنةً بتصلب الأسنان الأمامية.
بالنسبة للأسنان في طور النمو، يمكن أن تتغير الأعراض نظرًا إلى اختلاف جوانب نمو الأسنان، بما في ذلك النمو العمودي والسهمي والعرضي عند الأطفال والمراهقين. بشكل عام، تكون الأعراض أشد في وقت مبكر. معظم حالات التصلب التي تحدث عند الأطفال مسببة بالرض، ويمكن أن تؤدي إلى تشوه الأسنان المتأثرة بصفتها أعراضًا رئيسية.
في الحالات الخفيفة والشديدة بالنسبة للأسنان في طور النمو، من المحتمل أن تظهر أعراض مثل الإعاقة الإطباقية الناتجة عن انخفاض المسافة الإطباقية للأسنان الملتصقة، وتغير الخط المتوسط السني المرتبط بانحناء الأسنان المجاورة نحو السن المتأثر. بدلًا من ذلك، يمكن أيضًا ملاحظة وجود عضة مفتوحة وتراكب فوق الأسنان الملتصقة.

## الأسباب
ما زالت أسباب تصلب الأسنان غير واضحة بشكل كامل. أحد المعتقدات الشائعة هو دور العوامل الوراثية، الذي يتضح من تزايد حدوث التصلب عند العديد من العائلات. قد تكون الصدمة والالتهابات والأخماج مسؤولة أيضًا عن حدوث المرض.
تواتر حدوث التصلب في الأسنان اللبنية أكثر بكثير من حدوثه في الأسنان الدائمة، بنسبة 10 إلى 1 تقريبًا، وتحدث غالبية عمليات التصلب في الأسنان السفلية، أي نحو ضعف ما يحدث في الأسنان العلوية. لذلك، هناك اعتقاد راسخ أن حدوثها قد يكون لأسباب مختلفة.
بالنسبة لتصلب الأسنان الدائمة، فإن الضرس الأول أكثر الأسنان المتأثرة شيوعًا، إذ إنه من الصعب العثور على سبب دقيق بسبب الطبيعة المعقدة التي يُعتقد أنها مرتبطة بعدة عوامل مختلفة، وصعوبة التشخيص، لأن العديد من الحالات تكون غير عرضية.
في حالات أخرى، يوجد العديد من النظريات التي تشرح السبب. قد تكون رضوض الأسنان سببًا رئيسيًا للمرض نظرًا إلى أنه قد يؤدي إلى حدوث الانخلاع، وقد أُبلغ عنه في 30% إلى 44% من جميع حالات رضوض الأسنان، وبالتالي حدوث الارتشاف البديل، وهو نفس الوضع في تصلب الأسنان. لوحظ أيضًا وجود ارتباط بين تصلب الأسنان وعلاج تقويم الأسنان في بعض الحالات، والتي قد يحدث فيها وصول الضغط إلى التقاطع بين الملاط والمينا في أثناء الجراحة، أو تلف مفترق الجذور، أو استخدام بعض تقنيات إمالة الأسنان التي يمكن أن تسبب المرض. قد تكون العوامل الوراثية متورطة أيضًا في حدوث المرض، والتي يدعمها حدوث تصلب الأسنان وراثيًا، سواء في الأسنان المؤقتة أو الدائمة، عند الأقارب. التفسير المحتمل هو وراثة الجين الذي قد يكون مقلدًا لعملية تصلب رباط اللثة. يمكن بعد ذلك نقل هذا الجين من الآباء إلى ذريتهم، ما يؤدي إلى تصلب الأسنان.

### الأسنان اللبنية
نادرًا ما يحدث تصلب الأسنان اللبنية. السن الأكثر تضررًا هي الرحى الثانية السفلية المؤقتة. يحدث ارتشاف الجذر الجزئي أولًا ثم اندماج السن في العظم. يمنع هذا الامتصاصَ الطبيعي للأسنان المتساقطة، ويسبب عادة انحشار السن اللاحقة الدائمة. مع استمرار نمو العظام السنخية وبزوغ الأسنان الدائمة المجاورة، يبدو أن الأسنان اللبنية غير البازغة مغمورة في العظم، على الرغم من أنها في الواقع لم تغير موقعها. يكون العلاج عن طريق قلع الأسنان المعنية من أجل منع سوء الإطباق أو اضطراب اللثة أو تسوس الأسنان.

### الأسنان الدائمة
في الأسنان السليمة، تمنع الخلايا الليفية في الرباط اللثوي الخلايا العظمية داخل اللثة من الاندماج مع خلايا السن. يفصل هذا جذرَ السن عن العظم السنخي. تعطل الأضرار التي تلحق بالرباط اللثوي هذه العملية، ما يؤدي إلى نمو العظام عبر مساحة اللثة والانصهار مع الجذر. قد يحدث بعد رضوض الأسنان، وخاصة الأسنان التي أُعيد زرعها. يزيد جفاف الفم المتزايد من احتمالية الإصابة بالتصلب، ويزداد الاحتمال أيضًا مع الاطباق الشديد. ليس هناك علاج معروف لإيقاف العملية. إن التصلب نفسه ليس سببًا لإزالة الأسنان الدائمة، لكن الأسنان التي يجب إزالتها لأسباب أخرى تبدي صعوبة في إزالتها إن كانت ملتصقة.

## عوامل الخطر
نظرًا إلى ارتباط تصلب الأسنان غالبًا بالشذوذات الاستقلابية ونقص نمو العظام العمودية، فإن تاريخ العائلة الإيجابي لحدوث حالات تصلب الأسنان يكون عامل خطر بارزًا، لأن مثل هذه الحالة المرضية يمكن أن تكون وراثية. علاوة على ذلك، فإن العوامل أو الأنشطة الأخرى التي من شأنها أن تسهم في الإصابات أو الالتهابات تزيد أيضًا من خطر الإصابة بتصلب الأسنان.